# Prefectura de Batha
Batha era una de las 14 prefecturas de Chad. Ubicada en el centro del país, Batha cubría un área de 88 800 kilómetros cuadrados y tenía una población de 288 458 en 1993. Su capital era Ati, Chad. Es en gran parte coextensivo con la actual región de Batha.
Se encontraba dividida en las subprefecturas de Ati, Djédaa y Oum Hadjer.